# Crassula elegans
Espèce
Crassula elegans est une espèce de plantes à fleurs de la famille des Crassulaceae.
L'espèce est trouvée dans la Province du Cap, en Afrique du Sud et en Namibie.

## Publication originale
- Schönland S. & Baker E.G., 1902. Journal of Botany, British and Foreign 40: 286.